# Stanisław Kowalczyk (1924–1998)
Stanisław Kowalczyk (ur. 12 grudnia 1924 w Pabianicach, zm. 30 stycznia 1998 w Warszawie) – polski polityk, generał dywizji Milicji Obywatelskiej, z zawodu magister inżynier metalurg. Poseł na Sejm PRL V, VI, VII i VIII kadencji. Minister spraw wewnętrznych (1973–1980), członek Biura Politycznego KC PZPR (1975–1980), w latach 1980–1981 wiceprezes Rady Ministrów. Budowniczy Polski Ludowej.

## Życiorys
Syn Adama i Stanisławy. Ukończył dwuletnie studium zaoczne w Centralnej Szkoły Partyjnej PZPR w punkcie konsultacyjnym w Katowicach oraz studia na Akademii Górniczo-Hutniczej w Krakowie. Podczas okupacji w okresie od 1941 do 1944 trykociarz w Zakładach Michel „Trykociarnia” w Pabianicach, następnie laborant w Zakładach Chemicznych w Pabianicach (1945–1948). 
W październiku 1946 przystąpił do Polskiej Partii Socjalistycznej, a w grudniu 1948 wraz z nią do Polskiej Zjednoczonej Partii Robotniczej. Pełnił szereg funkcji w administracji partyjnej. Wchodził w skład komitetu miejskiego w Gliwicach, a następnie pracował w komitecie wojewódzkim w Katowicach jako referent i instruktor wydziału ekonomicznego, kierownik sektora chemicznego wydziału przemysłu ciężkiego oraz zastępca kierownika i kierownik tegoż wydziału, kierownik wydziału ekonomicznego, a także sekretarz oraz członek egzekutywy i sekretariatu KW. Następnie przeszedł do pracy w Komitecie Centralnym PZPR, był jego zastępcą członka (1964–1968), członkiem (1968–1981) i sekretarzem od 1971 do 1973. Kierował wydziałem przemysłu ciężkiego i komunikacji oraz wydziałem przemysłu i komunikacji KC. W latach 1973–1975 był zastępcą członka, a od 1975 do 1980 członkiem Biura Politycznego KC PZPR.
W październiku 1974 na mocy uchwały Rady Państwa PRL został awansowany do stopnia generała brygady MO. Akt nominacyjny wręczył mu w Belwederze przewodniczący Rady Państwa prof. Henryk Jabłoński. Trzy lata później, w październiku 1977 mianowany generałem dywizji. Akt nominacyjny wręczył mu w Belwederze I sekretarz KC PZPR Edward Gierek. 
W latach 1969–1982 był posłem na Sejm PRL V, VI, VII i VIII kadencji. Od 22 marca 1973 do 8 października 1980 był ministrem spraw wewnętrznych w rządach Piotra Jaroszewicza, Piotra Jaroszewicza i Edwarda Babiucha oraz Edwarda Babiucha i Józefa Pińkowskiego. 19 listopada 1973 powołał Samodzielną Grupę „D” Departamentu IV MSW, zajmującą się dezintegracją Kościoła katolickiego w Polsce.
Od 8 października 1980 do 12 lutego 1981 był wicepremierem rządu. Następnie wycofał się z działalności politycznej. W marcu 1982 zrzekł się mandatu poselskiego.
Był żonaty z Zofią z domu Czerwińską (1923–2002). Pochowany na Cmentarzu Wojskowym na Powązkach (kwatera HIV-3-20).

## Odznaczenia
- Order Budowniczych Polski Ludowej (1980)[3]
- Order Sztandaru Pracy I klasy
- Order Sztandaru Pracy II klasy (1969)[4]
- Krzyż Oficerski Orderu Odrodzenia Polski[5]
- Krzyż Kawalerski Orderu Odrodzenia Polski
- Medal 30-lecia Polski Ludowej (1974)[6]
- Złoty Medal „Za zasługi dla obronności kraju” (1973)[7]
- Srebrny Medal „Za zasługi dla obronności kraju”
- Brązowy Medal „Za zasługi dla obronności kraju”
- Odznaka 1000-lecia Państwa Polskiego (1963)[8]
- Złota odznaka „Zasłużonemu w rozwoju województwa katowickiego”
- Złota odznaka „Zasłużony Działacz Związku Zawodowego Hutników” (1966)[9]
- Medal 30-lecia wyzwolenia Czechosłowacji przez Armię Radziecką (Czechosłowacja, 1975)[10]
- Medal jubileuszowy „Trzydziestolecia zwycięstwa w Wielkiej Wojnie Ojczyźnianej 1941–1945” (ZSRR, 1975)[11].
- Medal 90-lecia urodzin Georgi Dymitrowa (Bułgaria, 1972)[12]
- inne odznaczenia państwowe, resortowe i organizacyjne